# Řád menších bratří

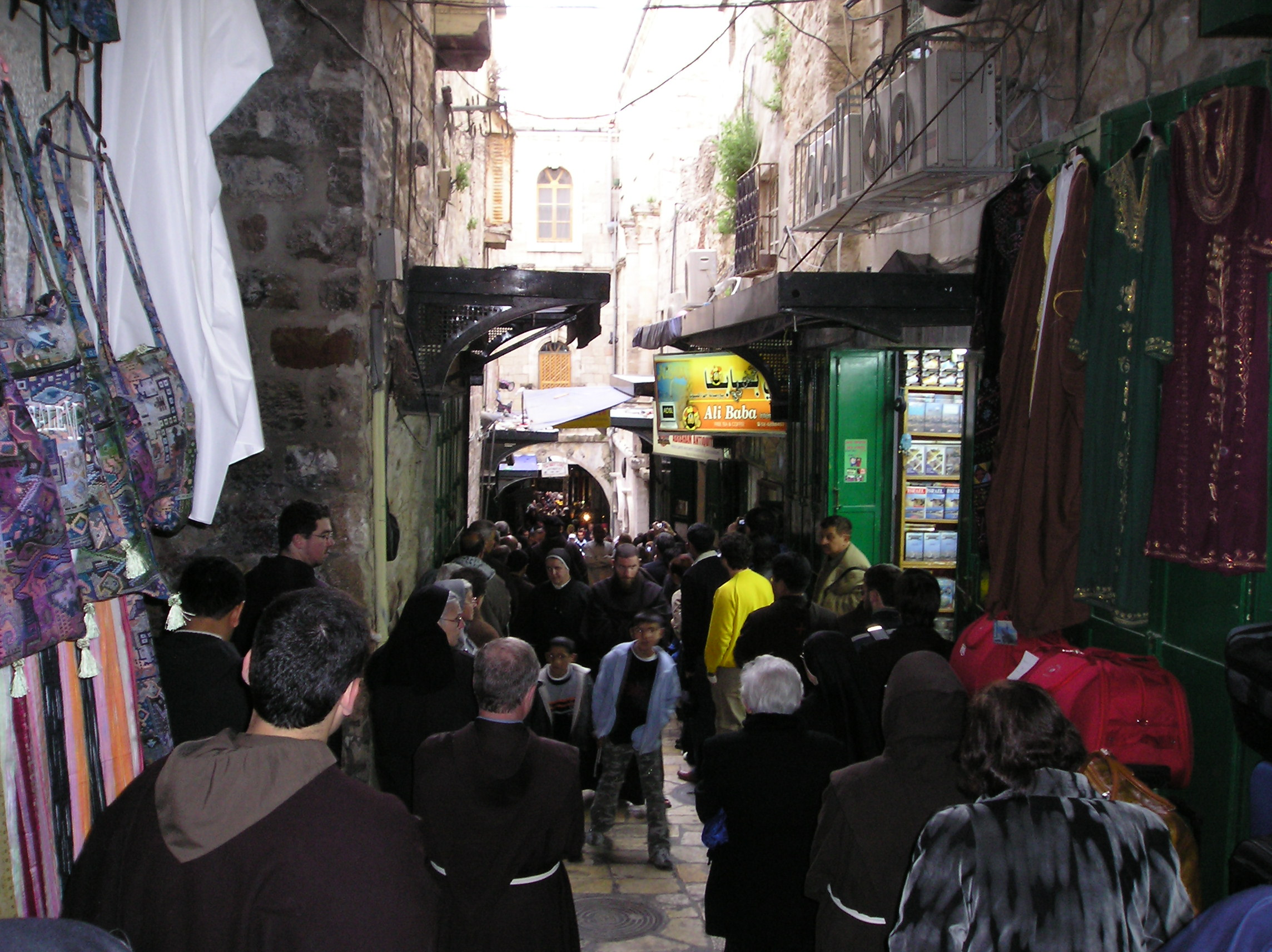
Františkánské procesí v Jeruzalémě

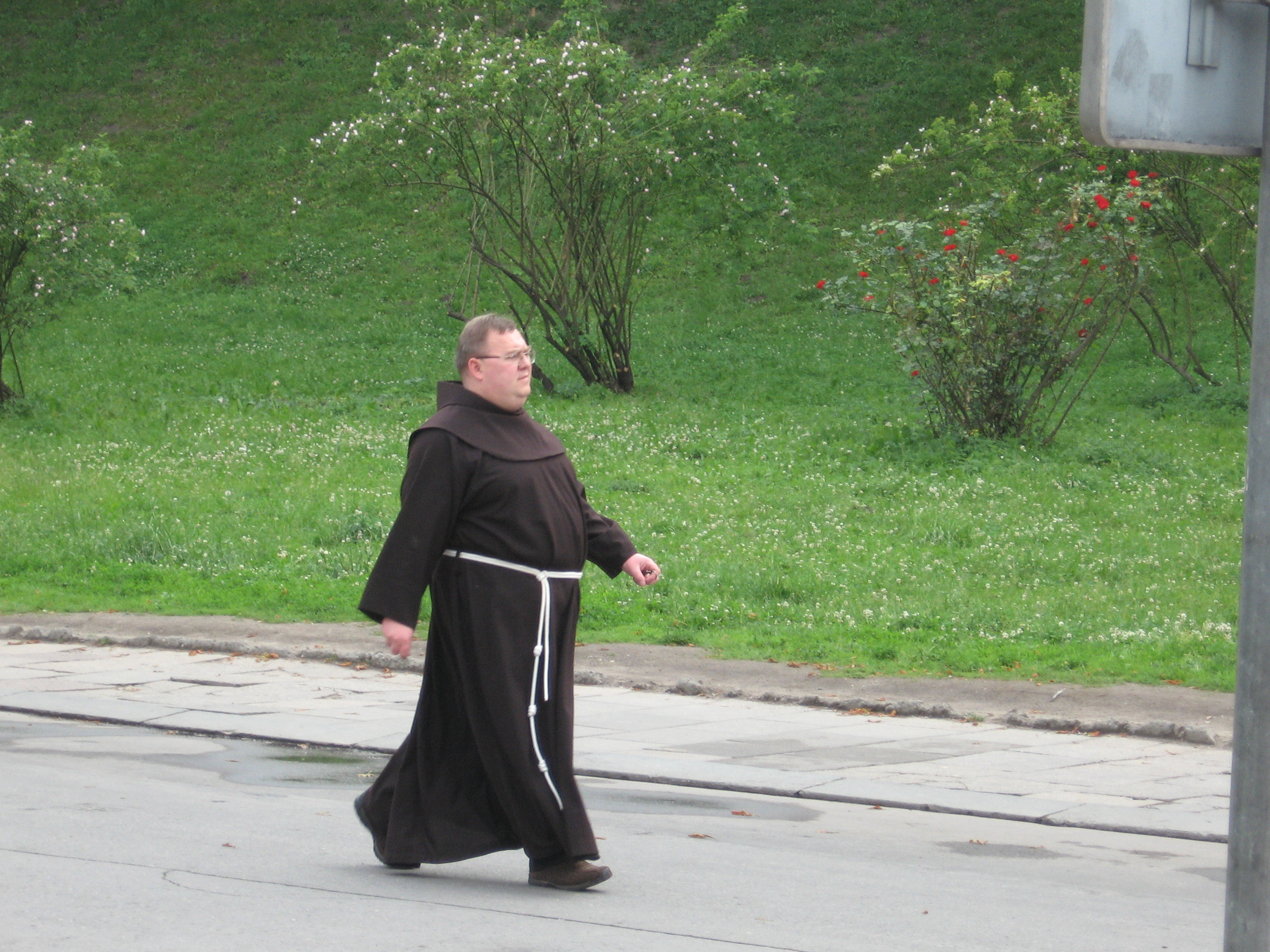
Františkán v Krakově

Řád menších bratří (latinsky Ordo Fratrum Minorum, OFM), jehož členové jsou nazýváni františkáni v užším smyslu, bosí františkáni, spirituálové nebo observanti (a v některých regionech Evropy také bernardini nebo reformáti) je jednou z větví františkánů, žebravého řeholního řádu založeného sv. Františkem z Assisi v roce 1209 a později rozděleného na tři větve (kromě observantů jde ještě o kapucíny a minority). K rozdělení řádu došlo kvůli odkazu sv. Františka – chudobě, nepřijímání privilegií, zdůrazňování poustevnictví či spíše působení ve městech a vzdělávání bratrů. Členové řádu se soustřeďují především na kazatelskou a misijní činnost.
Patrony řádu jsou Panna Maria, sv. František z Assisi, sv. Antonín Paduánský, sv. Bonaventura, sv. František ze Solana (patron františkánských misií).
Řádový oděv tvoří tmavohnědý hábit s volnou kapucí přepásaný bílým provazovým cingulem se třemi uzly, kněží nemají kolárek a nenosí biret. Jako obuv slouží převážně kožené sandále.

## Řehole a způsob života
Základ františkánské řehole vychází ze společného života a chudoby. Františkáni se snažili žít jako apoštolové s možností přebývání v klášterech. Františkova řehole byla zaměřena na život podle evangelia a chudobu jak mnichů, tak i klášterů. Pojetí chudoby vytvořilo rozkol mezi mnichy, řád se rozdělil na observanty a konventuály. V letech 1317–1318 rozhodl papež Jan XXII. ve prospěch umírněnější verze řehole a povolil korporativní (společné) vlastnictví. Rozhodnutí papeže pobouřilo množství observantů, kteří se jím odmítli řídit a raději opustili kláštery.
Než byla přijata umírněná řehole, staraly se o finance řádu a kláštera světské osoby přímo spojené se Svatým stolcem. Tyto světské osoby se nazývaly apoštolští syndikové. Byli u každého řádu a jako odměnu mohli obdržet všechna duchovní dobrodiní.
Jedním ze základních prvků františkánské spirituality je fraternita (bratrství), která je podle sv. Františka z Assisi všude tam, kde jsou bratři shromážděni kolem Ježíše.
Řád má svoji sekulární (světskou) větev, označovanou jako terciáři.

## Modlitba růžence
Františkánská modlitba růžence údajně vznikla již v roce 1422. Růženec původně tvořilo sedmkrát deset Zdrávasů, k nimž byly přidány ještě další dva, a výsledné číslo se tak opíralo o zbožnou tradici ohledně Mariiných 72 let života. Tento zvyk, který pochází od františkánů, později převzaly i další řády a zbožní laikové. Počet Zdrávasů se ustálil na sto padesáti.

## Organizace a struktura řádu
Řád nemá specifické zaměření na určitou činnost. Studium teologie původně zabíralo jen malou část františkánského života, většinou se zaměřovali na pomoc a osvětu. Kromě misií a kázaní pomáhají mniši ve špitálech, věznicích, při duchovní správě a při pohřbívání. Jako privilegium má řád právo na svěcení křížových cest.
Sám sv. František se zasloužil o uznání svého způsobu života u papeže Inocence III. v roce 1209. O vytvoření řádu se však ještě nejednalo. Až v roce 1223 byla vytvořena a schválena oficiální řehole papežem Honoriem III. V tom samém roce byl představen Františkův třetí pokus o vypracování pravidel pro řád, ve kterém bylo zakázáno vlastnictví řádového domu a kontakt s penězi. Tato pravidla musela být na žádost řádu z praktických důvodů zmírněna papežem Řehořem IX. v roce 1230. 
Postupem času došlo k rozdělení řádu, následně se však částečně sjednotil. Hlavním faktorem rozdělení řádu byla právě řehole sv. Františka či spíše doslovný způsob jejího dodržování. Řád byl v základu rozdělen na konventuály a observanty. Zatímco observanti se snažili dodržovat Františkovu řeholi nezměněnou i s pevným základem v důsledné chudobě a odmítání veškerých majetků, konventuálové přijali smířlivější postoj. Papež Lev X. nakonec rozdělil řád na františkány (observanty), minority (konventuály) a kapucíny.

## Česká provincie sv. Václava

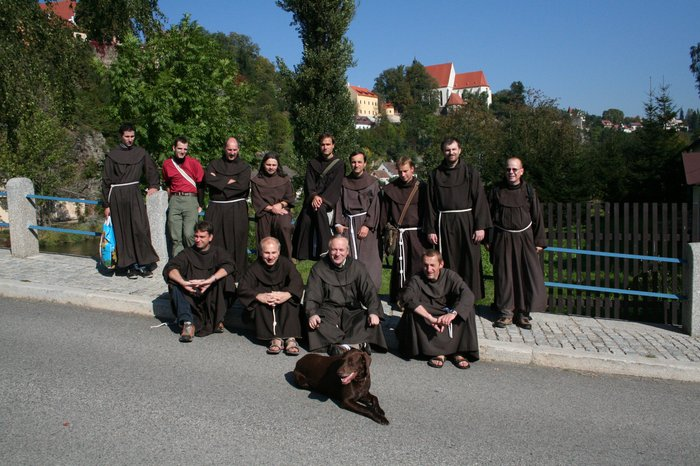
Čeští františkáni na pouti v Bechyni

V České republice byla zřízena Provincie svatého Václava. Provinciálem českých františkánů je od roku 2017 P. Jakub František Sadílek.

### Přehled provinčních ministrů
- 1905–1914 Roger V. Konhefr, nar. Jindřichův Hradec
- 1914–1917 Marián J. Wilhelm, n. Domažlice
- 1917–1923 Jan Kapistrán A. Vyskočil, nar. Postoupky u Kroměříže
- 1923–1928 Basil V. Havelka, n. Nedabyle u Českých Budějovic, vystoupil z řádu
- 1928–1929 Josef J. Hopfinger, jako vikář
- 1929–1935 Josef J. Hopfinger, n. Těšovice u Prachatic
- 1935–1938 Jan Kapistrán A. Vyskočil
- 1938–1941 Jan Evangelista J. Urban, n. Praha
- 1941–1946 Klement F. Minařík, n. Všetuly u Holešova
- 1946–1949 Jan Kapistrán A. Vyskočil
- 1949 Ambrož J. Tobola, n. Staré Město, neplatná volba
- 1949–1956 Jan Kapistrán A. Vyskočil, † 9. 2. 1956
- 1956–1968 Metoděj F. Řezníček, jako vikář
- 1968–1970 Metoděj F. Řezníček, n. Jihlava, jmenován Gen. ministrem, † 14. 6. 1970
- 1970–1981 Aleš V. Zlámal, n. Bařice, zvolen Prov. definitoriem, potvrzen 2. 6. 1971 Prov. kap.
- 1981–1987 Innocenc F. Kubíček, n. Vídeň, zvolen 23. 5. 1981 Brno
- 1987–1991 František J. Marášek, n. Vlčnov, jmenován Gen. ministrem, † 18. 5. 1991
- 1991–2009 Jan Maria Vianney Dohnal, n. Hluk
- 2009–2017 Jeroným František Jurka, n. Brtnice
- 2017– Jakub František Sadílek, n. Praha[8]

### Františkánské domy v české provincii v roce 2020
|    | Místo                   | Adresa                                       | Email           | Poznámka                |
| -- | ----------------------- | -------------------------------------------- | --------------- | ----------------------- |
| 1. | Brno                    | Vranovská 766/103, Brno-Husovice             | brno@ofm.cz     | Farnost Husovice        |
| 2. | Liberec                 | Vrchlického 328/81, Liberec 14 – Ruprechtice | liberec@ofm.cz  |                         |
| 3. | Moravská Třebová        | Svitavská 6/5, Moravská Třebová              | trebova@ofm.cz  |                         |
| 4. | Plzeň                   | Komenského 1692/21, Plzeň – Lochotín         | plzen@ofm.cz    | Farnost Plzeň           |
| 5. | Praha                   | Jungmannovo nám. 753/18, Praha 1             | praha@ofm.cz    | Farnost P. Marie Sněžné |
| 6. | Uherské Hradiště        | Mariánské náměstí 200, Uherské Hradiště      | hradiste@ofm.cz |                         |
| 7. | Klášter v Hájku u Prahy | Červený Újezd, Unhošť                        | hajek@ofm.cz    | neobsazeno              |